# Comité olympique péruvien

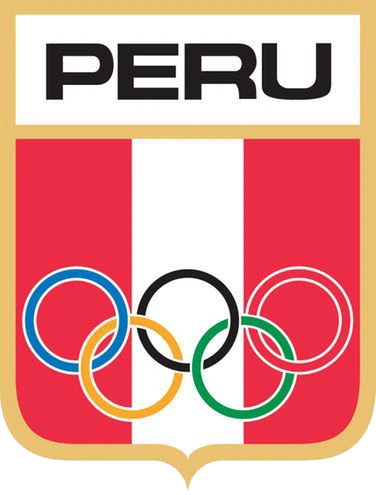
Emblème du Comité olympique péruvien.

Le Comité olympique péruvien (en espagnol, Comité Olímpico Peruano) est le comité national olympique du Pérou fondé le 9 octobre 1924. Le président élu pour le mandat de 2021 à 2025 est Renzo Vitto Fabrizio Manyari Velazco.